# Espace des sciences
L’Espace des sciences est un centre de culture scientifique, technique et industrielle (CCSTI), créé en 1984. 
Il est situé à Rennes au sein des Champs Libres (depuis 2006) et une implantation a eu lieu en juillet 2024 dans l’ancienne Manufacture des tabacs de Morlaix.
L'Espace des sciences de Rennes accueille plus de 200 000 visiteurs par an. C’est l'un des centres de sciences le plus visité en région.

## Historique
Le CCSTI est créé en 1984. Il installé dans un premier temps dans le Centre commercial Colombia à Rennes. En 1997, le CCSTI change de nom et devient l'Espace des sciences[réf. nécessaire].
En 2006, l’Espace des sciences intègre le bâtiment des Champs Libres, avec la  Bibliothèque de Rennes Métropole et le Musée de Bretagne.
Le 23 mai 2013, l’Espace des sciences et Morlaix Communauté signent une convention visant à ouvrir un nouveau CCSTI dans l’ancienne Manufacture des tabacs de Morlaix. Ce projet scientifique et culturel est lauréat du Programme national d'investissement d’Avenir de l’ANRU.

## Lieux

### Rennes
L'Espace des sciences de Rennes propose quatre espaces :
- Une salle d’exposition semi-permanente (de 300 m²), accueillant l’exposition Incroyable Cerveau, créée par l’Espace des sciences. Elle a pris la suite de l'exposition Tous vivants Tous différents[6].

- Une salle d’exposition temporaire, qui accueille deux expositions par an (Plumes de dinosaure, Chiens & chats, Feu, Les Horloges du vivant[7]…)

- Le Laboratoire de Merlin, un espace consacré à l'exploration scientifique au travers d'animations, d'expérimentations et de manipulations interactives[8].

- Le Planétarium est une salle de 95 places équipée d’un écran hémisphérique de 14 mètres de diamètre, qui propose trois à cinq séances par jour. Il a été rénové en 2013[9]. Son parrain est Hubert Reeves[10].

L’Espace des sciences organise également des conférences et des moments d’échanges avec de nombreux scientifiques, au sein des Champs Libres.

### Morlaix
Signée en 2013, une convention entre l'Espace des sciences et Morlaix Communauté vise à ouvrir un nouvel Espace des sciences dans la Manufacture des tabacs de Morlaix. L'Espace des sciences à Morlaix a ouvert ses portes en juillet 2024.

## Réseau
L'Espace des sciences est membre de l'association des musées et centres pour le développement de la culture scientifique, technique et industrielle (AMCSTI).

## Pôle Bretagne culture scientifique (PBCS)
Le développement de la culture scientifique, technique et industrielle en Bretagne a été confié par la Région Bretagne à l’Espace des sciences.